# Islands administrativa indelning
Island delas in i kommuner, län, regioner och valkretsar.

## Kommuner
Huvudartikel: Islands kommuner
Island har 79 kommuner. Kommunerna bestämmer över lokala frågor som skolor, infrastruktur och stadsbyggnad.

## Sýslur
Huvudartikel: Islands sýslur
Island har 23 län, som kallas sýslur. Denna indelning går tillbaka på och är till stor del identisk med äldre historiska indelningar. Island är indelat i 26 magistrater som representerar regeringen i olika storlekar. Bland deras uppgifter finns polis (förutom i Reykjavik), skatteindrivning och borgerliga giftermål.

## Regioner
Huvudartikel: Islands regioner
Det finns åtta regioner, vilka främst används av statistiska skäl.

## Valkretsar
Huvudartikel: Islands valkretsar
Fram till 1999/2003 var Islands valkretsar desamma som regionerna, men detta ändrades genom ett tillägg i konstitutionen. Ändringen gjordes för att balansera olika distrikts vikt i politiken, på grund av den sparsamma befolkningen utanför huvudstadsområdet. Sedan lagändringen består Island av sex valkretsar – tre i huvudstadsregionen och tre i övriga delen av landet.